# Castelo de Divín

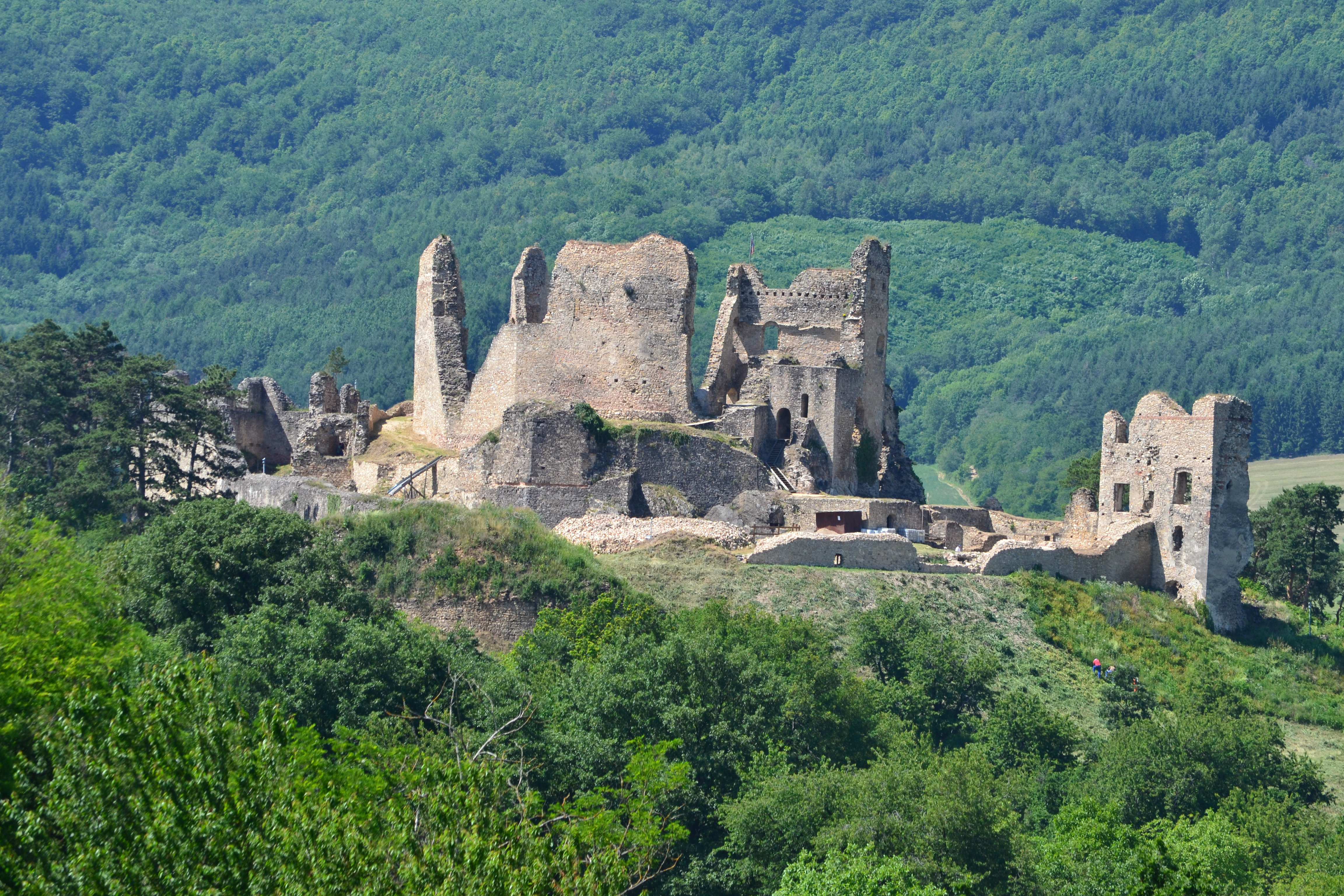
O castelo de Divín.

O Castelo de Divín está localizado em Divín, na região de Banská Bystrica, Eslováquia.

## História
O castelo foi construído no século XIII, para os senhores locais do distrito de Lučenec. No século XVI, ocorreu uma reconstrução com a finalidade de transformá-lo em uma fortaleza anti-turcos. Contudo, estes conseguiram invadir o território, ocupando Divín entre 1575 e 1593.
No século XVII, o castelo passou para as mãos da Casa de Balassa, uma das famílias húngaras mais ricas de então. Os Balassa eram infâmes por serem brutos, e um membro do clã, Ján Balassa, foi preso duas vezes por fomentar conspirações contra os Habsburgos. Em 1694, ele foi demolido pelo general imperial Strassoldo, restando hoje apenas suas ruínas.